# Araparícuaro, Ario
Araparícuaro är en ort i Mexiko.   Den ligger i kommunen Ario och delstaten Michoacán de Ocampo, i den södra delen av landet, 280 km väster om huvudstaden Mexico City. Araparícuaro ligger 1 153 meter över havet och antalet invånare är 360.
Terrängen runt Araparícuaro är huvudsakligen kuperad, men norrut är den bergig. Terrängen runt Araparícuaro sluttar brant västerut. Runt Araparícuaro är det ganska glesbefolkat, med 48 invånare per kvadratkilometer. Närmaste större samhälle är Ario de Rosales, 9,6 km öster om Araparícuaro. I omgivningarna runt Araparícuaro växer huvudsakligen savannskog.